# Феодор Лінен
Феодор Фелікс Конрад Лінен (6 квітня 1911, Мюнхен — 6 серпня 1979, Мюнхен) — німецький біохімік. Проводив фундаментальні дослідження метаболізму жирних кислот і холестерину в організмі. Лауреат Нобелівської премії з фізіології або медицини в 1964 році.

## Біографія
Народився в Мюнхені в сім'ї вченого. У 1930 році поступив в Мюнхенський університет. Навчався на хімічному факультеті. У числі його педагогів був Нобелівський лауреат професор Генріх Віланд. У 1937 р. захистив дисертацію «Про токсичні речовини в мухомора». У цьому ж році, 14 травня, одружився з Євою Віланд, дочкою Генріха Віланда. Залишився працювати в університеті, спеціалізуючись в області біохімії.
Від призову в армію був звільнений за станом здоров'я.
З 1942 року займався викладацькою діяльністю. У 1947 році став доцентом, а в 1953 року — професором біохімії Мюнхенського університету.
У 1964 році, разом з Конрадом Блохом, отримав Нобелівську премію з фізіології і медицині «за відкриття, що стосуються механізмів і регуляції обміну холестерину і жирних кислот».